# تایچی هاسگاوا
تایچی هاسگاوا (انگلیسی: Taichi Hasegawa؛ زادهٔ ۲۶ فوریهٔ ۱۹۸۱) بازیکن فوتبال اهل ژاپن است.
از باشگاه‌هایی که در آن بازی کرده‌است می‌توان به باشگاه فوتبال آلبیرکس نیگاتا اشاره کرد.